# Чемпіонат світу з кросу 2008
Чемпіонат світу з кросу 2008 був проведений 30 березня в Единбурзі.
Місце кожної країни у командному заліку серед дорослих чоловічих команд визначалося сумою місць, які посіли перші шестеро спортсменів цієї країни. При визначенні місць дорослої жіночої та обох юніорських команд брались до уваги перші чотири результати відповідно.

## Чоловіки
| Першість | Золото | Золото                              | Срібло | Срібло                            | Бронза | Бронза                            |
| -------- | --- | ----------------------------------- | --- | --------------------------------- | --- | --------------------------------- |
| Особиста | Кененіса Бекеле Ефіопія | 34.38                               | Леонард Комон Кенія | 34.41                             | Зерсенай Тадесе Еритрея | 34.43                             |
| Командна | КеніяЛеонард Комон Джозеф Ебуя Мозес Масаї Гідеон Нгатуні Бернард Кіп'єго Хосея Мачаріньянг Августін Чоге Марк Кіптоо Джон Туо | 39 очок2 4 5 7 10 11 (12) (14) (18) | ЕфіопіяКененіса Бекеле Хабтаму Фідаку Сілеші Сіхіне Гебрегзіабхер Гебремаріам Дередже Дебеле Абебе Дінкеса Зенбаба Єгезу Соломон Цеге Демісе Цега | 1041 9 15 17 21 41 (57) (139) DNF | КатарФелікс Кіборе Абдулла Ахмад Гассан Онесфоре Нкузімана Мубарак Гассан Шамі Джамаль Біляль Салем Есса Ісмаїл Рашид Алі Саадун аль Давуді Мустафа Ахмед Шебто Нассер Джамаль Нассер | 1436 8 22 25 34 48 (61) (67) (81) |

| Першість | Золото                                                                          | Золото                   | Срібло                                                                                        | Срібло                | Бронза                                                                           | Бронза           |
| -------- | ------------------------------------------------------------------------------- | ------------------------ | --------------------------------------------------------------------------------------------- | --------------------- | -------------------------------------------------------------------------------- | ---------------- |
| Особиста | Ібрагім Джейлан Ефіопія                                                         | 22.38                    | Аєле Абшеро Ефіопія                                                                           | 22.40                 | Лукас Ротіч Кенія                                                                | 22.42            |
| Командна | КеніяЛукас Ротіч Тітус Мбішеї Метью Кісоріо Пітер Соме Леві Матебо Чарльз Кібет | 21 очко3 5 6 7 (10) (15) | ЕфіопіяІбрагім Джейлан Аєле Абшеро Месфін Алему Феїса Лілеса Деджен Гебремескель Єтвале Кенде | 281 2 11 14 (18) (21) | УгандаБенджамін Кіплагат Джеффрі Кусуро Стівен Кіпротіч Абрахам Кіплімо Бен Сіва | 374 8 12 13 (22) |

## Жінки
| Першість | Золото                                                                                          | Золото                   | Срібло                                                                                       | Срібло              | Бронза                                                                                              | Бронза                  |
| -------- | ----------------------------------------------------------------------------------------------- | ------------------------ | -------------------------------------------------------------------------------------------- | ------------------- | --------------------------------------------------------------------------------------------------- | ----------------------- |
| Особиста | Тірунеш Дібаба Ефіопія                                                                          | 25.10                    | Местават Туфа Ефіопія                                                                        | 25.15               | Лінет Масаї Кенія                                                                                   | 25.18                   |
| Командна | ЕфіопіяТірунеш Дібаба Местават Туфа Гелете Бурка Меселеч Мелкаму Корене Джеліла Аселефеч Мергія | 18 очок1 2 6 9 (14) (16) | КеніяЛінет Масаї Доріс Ченгеїйво Пріска Чероно Маргарет Муріукі Грейс Моманьї Лінет Чепкуруї | 223 4 7 8 (10) (12) | АвстраліяБеніта Джонсон Лайза Вейтман Мелісса Роллісон Анна Томпсон Мелінда Вернон Вікторія Мітчелл | 8411 20 26 27 (41) (54) |

| Першість | Золото                                                                                | Золото                  | Срібло                                                                                      | Срібло              | Бронза                                                                          | Бронза                  |
| -------- | ------------------------------------------------------------------------------------- | ----------------------- | ------------------------------------------------------------------------------------------- | ------------------- | ------------------------------------------------------------------------------- | ----------------------- |
| Особиста | Гензебе Дібаба Ефіопія                                                                | 19.59                   | Айрін Чептаї Кенія                                                                          | 20.04               | Емебет Етея Ефіопія                                                             | 20.06                   |
| Командна | ЕфіопіяГензебе Дібаба Емебет Етея Емебет Бача Бетлехем Могес Тігіст Мамує Єхуне Бітеу | 16 очок1 3 5 7 (9) (11) | КеніяАйрін Чептаї Делвін Мерінгор Джаклін Чебії Доркас Кіптарус Крістін Муянга Мерсі Косгеї | 202 4 6 8 (12) (33) | ЯпоніяНіномія Юкіно Мацумура Ацуко Като Асамі Морі Аяка Такенака Ріса Абе Юкарі | 5710 14 15 18 (26) (48) |

## Медальний залік
| Місце               | Країна              | Золото | Срібло | Бронза | Загалом |
| ------------------- | ------------------- | ------ | ------ | ------ | ------- |
| 1                   | Ефіопія             | 6      | 4      | 1      | 11      |
| 2                   | Кенія               | 2      | 4      | 2      | 8       |
| 3                   | Австралія           | 0      | 0      | 1      | 1       |
| 3                   | Еритрея             | 0      | 0      | 1      | 1       |
| 3                   | Катар               | 0      | 0      | 1      | 1       |
| 3                   | Уганда              | 0      | 0      | 1      | 1       |
| 3                   | Японія              | 0      | 0      | 1      | 1       |
| Загалом (7 збірних) | Загалом (7 збірних) | 8      | 8      | 8      | 24      |

## Українці на чемпіонаті
Третій чемпіонат поспіль українські кросмени участі в світовій першості з кросу не брали.

## Відео
- Підсумки чемпіонату на YouTube